# El Molino (La Guajira)
Pour les articles homonymes, voir El Molino et Molino.
El Molino est une municipalité située dans le département de La Guajira, en Colombie.